# Meizhou Hakka Football Club
Actualités
Dernière mise à jour : 9 août 2025.
Le Meizhou Hakka Football Club, est un club chinois de football fondé en 2013 et basé dans la ville de Wuhua.

## Histoire du club
Le  Meizhou Kejia FC a été créé en janvier 2013 avec le soutien du gouvernement municipal de Meizhou. le club débute en troisième division lors de la saison 2013 où, malgré une première place en phase de groupes, il termine cinquième en phase finale.
L'ancien entraîneur de l'équipe nationale chinoise Qi Wusheng a été recruté lors de la saison 2015 de la China League Two. Il a aidé le club à remporter le titre de la troisième division et à être promu en deuxième division pour la première fois de l'histoire du club. Qi Wusheng n'a pas prolongé son contrat avec le club il est remplacé par le Néerlandais Luc Nijholt en 2016. 
En 2017, le club investit dans une académie de jeunes en coopération avec le club allemand de Hoffenheim.
Après plusieurs changements d'entraineurs, le manager serbe Milan Ristić a été recruté le 6 février 2021 et il a pu amener l'équipe vers la promotion à la fin de la saison 2021 en China Super League après un titre de vice-champion de deuxième division.
Le club termine sa première saison dans l'élite à la neuvième place. Après un onzième place en 2023, le club termine à la 15e place en 2024 et échappe à la relégation à la suite de la retrogradation des Cangzhou Mighty Lions.